# Piz Nair (Albula)
Pour les articles homonymes, voir Piz Nair.
Ne doit pas être confondu avec Piz Neir.
Le piz Nair est un sommet des Alpes situé dans le canton des Grisons (Suisse) dans la chaîne de l'Albula, au-dessus de Saint-Moritz.

## Géographie
Le piz Nair se trouve sur une ligne de crête, axée nord-sud, séparant la vallée de l'Inn (ouest) de la vallée de l'Adige (est). Au nord du piz Nair se trouve le piz Lad.
Depuis le village, on accède facilement au sommet grâce à un funiculaire et un téléphérique, récemment refait à neuf à l'occasion des championnats du monde de ski. Le piz Nair constitue le point culminant du domaine skiable de Corviglia - Saint-Moritz. Il est connu pour l'imposante statue de bouquetin qui accueille les visiteurs arrivant en téléphérique. Lors des championnats du monde de ski de 2003, le départ de l'épreuve de descente se situait sur l'adret du piz Nair et constituait l'un des départs les plus raides jamais proposés.

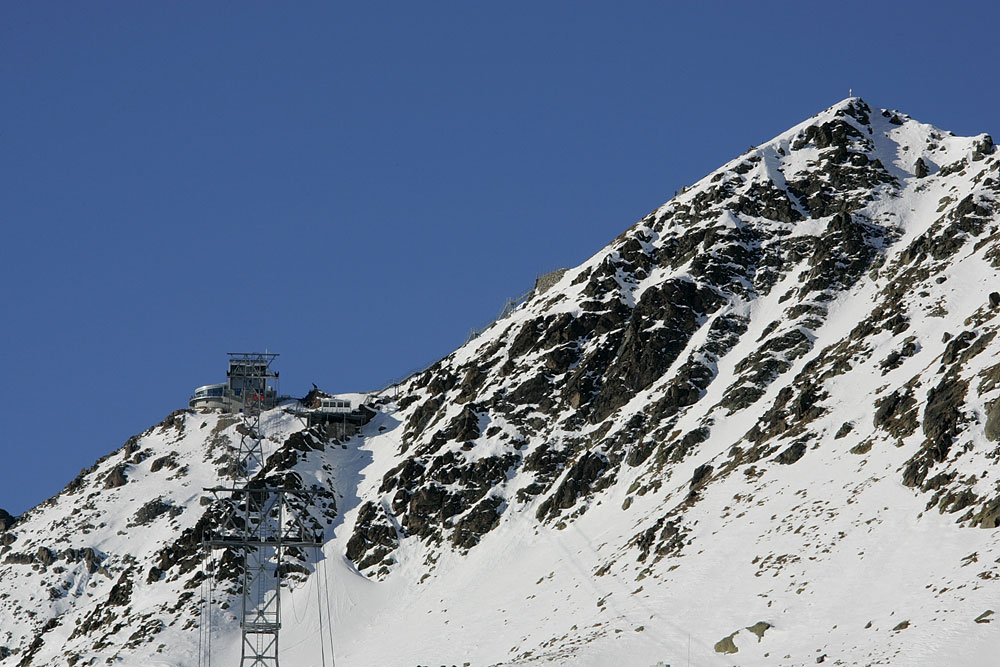
Vue de l'adret du piz Nair.

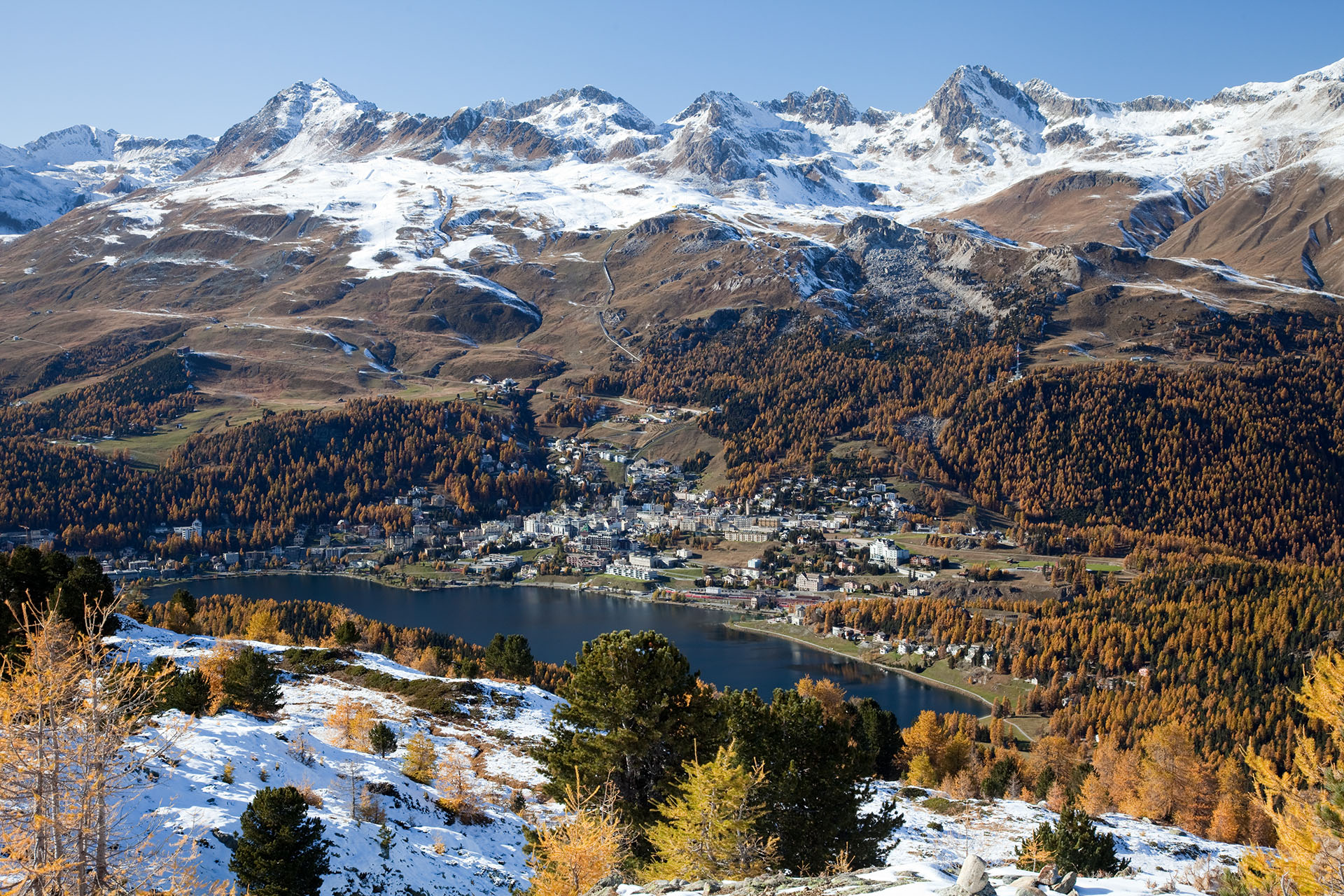
Vue automnale depuis le sud-est de Saint-Moritz et de son lac dominés par plusieurs sommets de la chaîne de l'Albula dont le piz Nair à gauche.